# 科圖巴
科圖巴（法語：Kotouba），是馬里的城鎮，位於該國西南部，由卡伊區的基塔省負責管轄，面積927平方公里，海拔高度337米，2009年人口5,799，人口密度每平方公里6.3人。